# Augustin Beauverger
Pour les articles homonymes, voir Beauverger.
Augustin Beauverger, né le 9 mai 1910 à Châtelaudren (Côtes-du-Nord) et mort le 14 septembre 1972 à Fougères (Ille-et-Vilaine), est un homme politique français.

## Détail des fonctions et des mandats
Mandat parlementaire
- 8 février 1971 - 14 septembre 1972 : Député de la 5e circonscription d'Ille-et-Vilaine